# Cercle Athlétique de Paris Charenton
El Cercle Athlétique de Paris Charenton (també anomenat CA París o CAP) és un club de futbol francès de la ciutat de Charenton-le-Pont.

## Història
El club nasqué el 1891 com a Nationale de Saint-Mandé, un club gimnàstic. El 1896 es creà la secció de futbol, la qual el 1899 adoptà el nom FC de Paris. El 1906 es fusionà amb l'Union Sportive de Paris XII and l'Athlétic Club esdevenint Cercle Athlétique de Paris. L'any 1920 es proclamà campió de la Copa de França i el 1928 en fou finalista. El 1932 esdevingué professional i participà en la primera edició de la Lliga Francesa. Mantingué l'estatus professional fins al 1963. El 1964 es fusionà amb SO Charentonnais formant l'actual club.

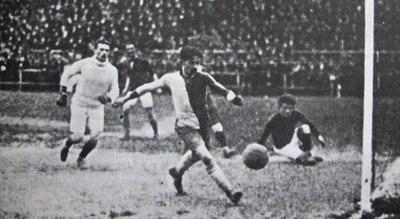
Final de la Copa de França 1920 entre Le Havre Athletic Club i CAP.

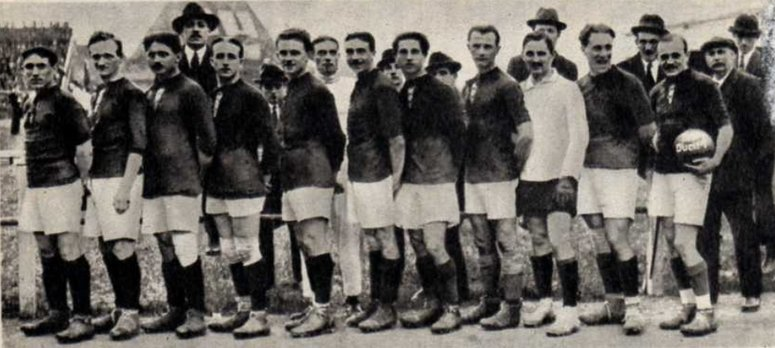
El CA Paris campió de la Copa de França el 1920 format per Allègre, McDewitt, Mesnier, Dupé, Poullain, Bigué, Vanco, Gravier, Dreyfus, Pache i Bard (capità).

|                       |                       |                       |                       |                           |                           |                           |                           | Nationale de Saint-Mandé (omnisports) (1892) |                                   |                                   |                                   |                                   |                                   |  |  |                                      |                                      |                                      |                                      |                                      |                                      |  |  |  |  |  |  |  |  |  |  |  |  |  |  |  |  |  |  |  |  |
|                       |                       |                       |                       |                           |                           |                           |                           |                                              |                                   |                                   |                                   |                                   |                                   |  |  |                                      |                                      |                                      |                                      |                                      |                                      |  |  |  |  |  |  |  |  |  |  |  |  |  |  |  |  |  |  |  |  |
|                       |                       |                       |                       |                           |                           |                           |                           | Nationale de Saint-Mandé (football) (1896)   |                                   |                                   |                                   |                                   |                                   |  |  |                                      |                                      |                                      |                                      |                                      |                                      |  |  |  |  |  |  |  |  |  |  |  |  |  |  |  |  |  |  |  |  |
|                       |                       |                       |                       |                           |                           |                           |                           |                                              |                                   |                                   |                                   |                                   |                                   |  |  |                                      |                                      |                                      |                                      |                                      |                                      |  |  |  |  |  |  |  |  |  |  |  |  |  |  |  |  |  |  |  |  |
| Union Sportive XII    | Union Sportive XII    | Union Sportive XII    | Union Sportive XII    | Union Sportive XII        | Union Sportive XII        |                           |                           | Football Club de Paris (1899)                | Football Club de Paris (1899)     | Football Club de Paris (1899)     | Football Club de Paris (1899)     | Football Club de Paris (1899)     | Football Club de Paris (1899)     |  |  | Paris Athlétic Club                  | Paris Athlétic Club                  | Paris Athlétic Club                  | Paris Athlétic Club                  | Paris Athlétic Club                  | Paris Athlétic Club                  |  |  |  |  |  |  |  |  |  |  |  |  |  |  |  |  |  |  |  |  |
| Union Sportive XII    | Union Sportive XII    | Union Sportive XII    | Union Sportive XII    | Union Sportive XII        | Union Sportive XII        |                           |                           | Football Club de Paris (1899)                | Football Club de Paris (1899)     | Football Club de Paris (1899)     | Football Club de Paris (1899)     | Football Club de Paris (1899)     | Football Club de Paris (1899)     |  |  | Paris Athlétic Club                  | Paris Athlétic Club                  | Paris Athlétic Club                  | Paris Athlétic Club                  | Paris Athlétic Club                  | Paris Athlétic Club                  |  |  |  |  |  |  |  |  |  |  |  |  |  |  |  |  |  |  |  |  |
|                       |                       |                       |                       |                           |                           |                           |                           |                                              |                                   |                                   |                                   |                                   |                                   |  |  |                                      |                                      |                                      |                                      |                                      |                                      |  |  |  |  |  |  |  |  |  |  |  |  |  |  |  |  |  |  |  |  |
| Stade français (1888) | Stade français (1888) | Stade français (1888) | Stade français (1888) | Stade français (1888)     | Stade français (1888)     |                           |                           | Cercle Athlétique de Paris (1906)            | Cercle Athlétique de Paris (1906) | Cercle Athlétique de Paris (1906) | Cercle Athlétique de Paris (1906) | Cercle Athlétique de Paris (1906) | Cercle Athlétique de Paris (1906) |  |  |                                      |                                      |                                      |                                      |                                      |                                      |  |  |  |  |  |  |  |  |  |  |  |  |  |  |  |  |  |  |  |  |
| Stade français (1888) | Stade français (1888) | Stade français (1888) | Stade français (1888) | Stade français (1888)     | Stade français (1888)     |                           |                           | Cercle Athlétique de Paris (1906)            | Cercle Athlétique de Paris (1906) | Cercle Athlétique de Paris (1906) | Cercle Athlétique de Paris (1906) | Cercle Athlétique de Paris (1906) | Cercle Athlétique de Paris (1906) |  |  |                                      |                                      |                                      |                                      |                                      |                                      |  |  |  |  |  |  |  |  |  |  |  |  |  |  |  |  |  |  |  |  |
|                       |                       |                       |                       |                           |                           |                           |                           |                                              |                                   |                                   |                                   |                                   |                                   |  |  |                                      |                                      |                                      |                                      |                                      |                                      |  |  |  |  |  |  |  |  |  |  |  |  |  |  |  |  |  |  |  |  |
|                       |                       |                       |                       | Stade français-CAP (1942) | Stade français-CAP (1942) | Stade français-CAP (1942) | Stade français-CAP (1942) | Stade français-CAP (1942)                    | Stade français-CAP (1942)         |                                   |                                   |                                   |                                   |  |  | Stade Olympique de l'Est (1904)      | Stade Olympique de l'Est (1904)      | Stade Olympique de l'Est (1904)      | Stade Olympique de l'Est (1904)      | Stade Olympique de l'Est (1904)      | Stade Olympique de l'Est (1904)      |  |  |  |  |  |  |  |  |  |  |  |  |  |  |  |  |  |  |  |  |
|                       |                       |                       |                       | Stade français-CAP (1942) | Stade français-CAP (1942) | Stade français-CAP (1942) | Stade français-CAP (1942) | Stade français-CAP (1942)                    | Stade français-CAP (1942)         |                                   |                                   |                                   |                                   |  |  | Stade Olympique de l'Est (1904)      | Stade Olympique de l'Est (1904)      | Stade Olympique de l'Est (1904)      | Stade Olympique de l'Est (1904)      | Stade Olympique de l'Est (1904)      | Stade Olympique de l'Est (1904)      |  |  |  |  |  |  |  |  |  |  |  |  |  |  |  |  |  |  |  |  |
|                       |                       |                       |                       |                           |                           |                           |                           |                                              |                                   |                                   |                                   |                                   |                                   |  |  |                                      |                                      |                                      |                                      |                                      |                                      |  |  |  |  |  |  |  |  |  |  |  |  |  |  |  |  |  |  |  |  |
| Stade français (1944) | Stade français (1944) | Stade français (1944) | Stade français (1944) | Stade français (1944)     | Stade français (1944)     |                           |                           | Cercle Athlétique de Paris (1944)            | Cercle Athlétique de Paris (1944) | Cercle Athlétique de Paris (1944) | Cercle Athlétique de Paris (1944) | Cercle Athlétique de Paris (1944) | Cercle Athlétique de Paris (1944) |  |  | Stade Olympique Charentonnais (1939) | Stade Olympique Charentonnais (1939) | Stade Olympique Charentonnais (1939) | Stade Olympique Charentonnais (1939) | Stade Olympique Charentonnais (1939) | Stade Olympique Charentonnais (1939) |  |  |  |  |  |  |  |  |  |  |  |  |  |  |  |  |  |  |  |  |
| Stade français (1944) | Stade français (1944) | Stade français (1944) | Stade français (1944) | Stade français (1944)     | Stade français (1944)     |                           |                           | Cercle Athlétique de Paris (1944)            | Cercle Athlétique de Paris (1944) | Cercle Athlétique de Paris (1944) | Cercle Athlétique de Paris (1944) | Cercle Athlétique de Paris (1944) | Cercle Athlétique de Paris (1944) |  |  | Stade Olympique Charentonnais (1939) | Stade Olympique Charentonnais (1939) | Stade Olympique Charentonnais (1939) | Stade Olympique Charentonnais (1939) | Stade Olympique Charentonnais (1939) | Stade Olympique Charentonnais (1939) |  |  |  |  |  |  |  |  |  |  |  |  |  |  |  |  |  |  |  |  |
|                       |                       |                       |                       |                           |                           |                           |                           |                                              |                                   |                                   |                                   |                                   |                                   |  |  |                                      |                                      |                                      |                                      |                                      |                                      |  |  |  |  |  |  |  |  |  |  |  |  |  |  |  |  |  |  |  |  |
|                       |                       |                       |                       |                           |                           |                           |                           | CAP-Charenton (1964)                         |                                   |                                   |                                   |                                   |                                   |  |  |                                      |                                      |                                      |                                      |                                      |                                      |  |  |  |  |  |  |  |  |  |  |  |  |  |  |  |  |  |  |  |  |

## Palmarès
- 1 Copa francesa de futbol: 1920
- 2 Trophée de France: 1911, 1913
- 2 Campionat L.F.A.: 1911, 1913
- 1 Campionat C.F.A.: 1927
- 4 Coupe Manier: 1902, 1905, 1906, 1907
- 2 Copa Dewar: 1908, 1910

## Jugadors destacats

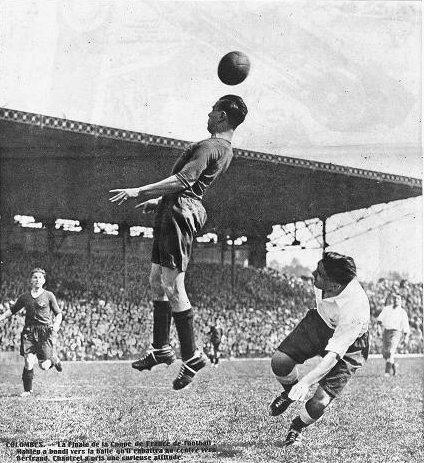
Final de la Copa de França de 1928 enfront del Red Star.

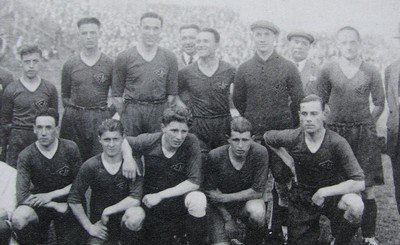
CAP finalista de la Copa de França 1928 amb Blanc - Fidon, Ottavis - J. Laurent, Gautheroux, Quentier (capità) - Ouvray, L. Laurent, Bertrand, Langiller i Mahieu.

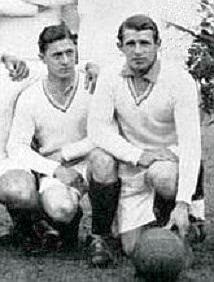
Lucien Laurent i Marcel Langiller, del CA Paris, al Mundial de 1930.

Jugadors del CA Paris a la selecció de França
| Jugador          | Sélections | Període            | Sel. (total) |
| ---------------- | ---------- | ------------------ | ------------ |
| Georges Albert   | 1          | 1908               | 1            |
| Henri Bard       | 10         | 1919-1921          | 18           |
| Henri Beau       | 5          | 1911               | 5            |
| Maurice Beaudier | 3          | 1921               | 3            |
| Maurice Bigué    | 7          | 1911-1914          | 7            |
| Charles Bilot    | 6          | 1904-1912          | 6            |
| Georges Bilot    | 1          | 1904               | 1            |
| Gaston Cyprès    | 6          | 1904-1908          | 6            |
| Émilien Devic ·  | 2          | 1911               | 9            |
| Jean Fidon       | 1          | 1927               | 1            |
| Louis Finot      | 7          | 1930-1934          | 7            |
| Ernest Gravier   | 6          | 1911               | 11           |
| Marcel Langiller | 7 més 3    | 1927-1928 més 1937 | 30           |
| Jean Laurent     | 3          | 1930               | 9            |
| Lucien Laurent   | 2          | 1930               | 10           |
| Louis Mesnier    | 14         | 1904-1913          | 14           |
| Georges Moulène  | 1          | 1926               | 1            |
| Georges Ouvray   | 1          | 1928               | 1            |
| Marcel Vanco     | 7          | 1920-1922          | 8            |
| Joseph Verlet    | 7          | 1904-1911          | 7            |
| Total            | 100        | 1904-1937          |              |